# Prótagorasz
Prótagorasz (ógörögül: Πρωταγόρας, kb. i. e. 480 Abdéra – i. e. 410?) az egyik legjelentősebb szofista gondolkodó.

## Élete
Diogenész Laertiosz állítása szerint Prótagorasz Abdérában vagy Theoszon született. Démokritosz tanítványa volt.
Prótagorasz ügyes szónok volt, kezdetben szülővárosában volt nyilvános felolvasó, majd Athénba ment, ahol ékesszólást tanított. Philosztratosz szerint ő volt az első, aki száz minát kért egy kurzusért, valamint „ő vezette be a görögöknél azt a szokást, amiért egyébként nem kárhoztatható, mivelhogy mindannyian komolyabban vesszük azt, ami pénzbe kerül, mint azt, amihez ingyen jutunk.” Nemsokára óriási vagyonra tett szert. Eupolisz, a vígjátékíró „az égi dolgokkal kapcsolatos szélhámosságok elvetemült terjesztője” címet adta neki.
Negyven éven keresztül tanított, miközben számos könyvet is írt. Hetvenéves korában az athéniak vádat emeltek ellene, mivel az egyik művében azt állította: az istenekről nem tudhatom sem azt, hogy vannak, sem azt, hogy nincsenek, mert sok minden gátolja a róluk való tudást, amilyen a rejtettség és az emberi élet rövidsége. Vádlója egy Püthodórosz nevű férfi volt, egyike azon négyszáz embernek, akik az athéni demokráciát megdöntötték. Prótagorasz, attól tartva, hogy Szókratész sorsára jut, elmenekült Athénból, azonban a szicíliai partok közelében hajótörést szenvedett és meghalt.
Prótagorasz halála után könyveit nyilvánosan elégették. Phleiuszi Timón a következő emlékverset írta róla:
Mert a szofisták közt később sohasem volt
szebb szavakat szóló, elmésebb csalfa beszédűbb
Prótagorasznál. Ám hamuvá égetni akarták
könyveit. Ő ugyanis beírta azokba a kérdést,
vannak-e istenek, és milyenek? Nem tudja a választ,
bárhogyan igyekszik. Védelmet nem lelt ezután már,
és menekülnie kellett, mert nem akarta kiinni
Hádész szókratikus mérgét, jeges útravalóként.
(Németh György fordítása)

## Filozófiája
Prótagorasz állítása szerint: „Minden dologról két, egymásnak ellentmondó kijelentés állítható”. Ez azt jelenti, hogy egy kijelentés az egyik szituációban igaz, másik szituációban hamis lehet. Mindebből pedig az következik, hogy nincs egy objektív tényállás. Ebből az állításból ered Prótagorasz híres homo mensura tétele, miszerint „minden dolog mértéke az ember, a létezőké abban, hogy léteznek, a nemlétezőké abban, hogy nem léteznek”. A homo mensura tétel továbbfejlesztését és kritikáját Platón Theaitétosz című dialógusában olvashatjuk (151 D – 186 E).